# 1985년 남아시아 경기 대회

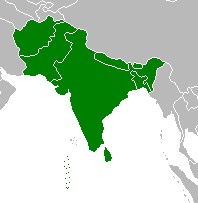

1985년 남아시아 경기 대회는 1985년 12월 20일부터 12월 26일까지 방글라데시 인민 공화국의 다카에서 열린 대회이다.

## 메달 집계
| 순위 | 국가       | 금메달 | 은메달 | 동메달 | 합계 |
| ---- | ---------- | ------ | ------ | ------ | ---- |
| 1    | 인도       | 61     | 32     | 14     | 107  |
| 2    | 파키스탄   | 21     | 26     | 12     | 59   |
| 3    | 방글라데시 | 9      | 17     | 38     | 64   |
| 4    | 스리랑카   | 2      | 7      | 9      | 18   |
| 5    | 네팔       | 1      | 9      | 22     | 32   |
| 6    | 부탄       | 0      | 0      | 4      | 4    |
| 7    | 몰디브     | 0      | 0      | 0      | 0    |